# Czerwone Gitary
Czerwone Gitary – polski zespół instrumentalno-wokalny grający muzykę bigbitową, założony w 1965 w Gdańsku Wrzeszczu.
Swoje największe sukcesy osiągnęli w pierwszych pięciu latach istnienia, a prasa czasem określała ich mianem „polskich Beatlesów” (bądź „Beatlesami Europy Wschodniej”) z uwagi na podobieństwa – m.in. w oryginalnym stylu gry i ekspresji scenicznej – z brytyjską grupą.

## Historia
Zespół został założony 3 stycznia 1965 w kawiarni „Cristal” w Gdańsku Wrzeszczu przez byłych członków gdańskiego zespołu „Grupa X”, który działał tajnie w innej grupie – Pięciolinie: Bernarda Dornowskiego, Jerzego Kosselę, Krzysztofa Klenczona i Henryka Zomerskiego, a także Jerzego Skrzypczyka, również z Pięciolinii. Nazwę grupy zaproponował Franciszek Walicki (wybrany na kierownika programowo-artystycznego grupy), a drugą propozycję – Maskotki – wymyślił Jerzy Kossela (kierownik muzyczny formacji).
Zespół od początku istnienia pracował nad własnym stylem kompozycji, aranżacji i wykonania, co miało wyróżnić go spośród innych wykonawców, z tego powodu odrzucał próby imitowania zagranicznych grup. Ich twórczość skierowana była głównie do nastoletniego odbiorcy, jednak Krajewski i Klenczon – wraz z rozwojem zespołu wybrani na głównych kompozytorów piosenek grupy – tworzyli utwory również dla starszego pokolenia.

### Lata 60.
Zespół zagrał pierwszy koncert 15 stycznia 1965 w Elblągu. Za promocję grupy odpowiadał Adam Dudziński (kierownik administracyjny grupy), który objął Czerwone Gitary opieką Klubu „Ster”, zapewniając im sprzyjające warunki materialne i rozwojowe. W grudniu 1965 z zespołu odszedł Henryk Zomerski, a jego miejsce zajął Seweryn Krajewski, który już wcześniej występował gościnnie w zespole. Na pierwszych plakatach i zdjęciach grupie nie ma sylwetek i nazwisk Seweryna Krajewskiego i Jerzego Skrzypczyka, ponieważ ujawnienie faktu występowania w tzw. zespole big-bitowym było w owym czasie równoznaczne ze skreśleniem obu z listy uczniów szkoły muzycznej. Dla bezpieczeństwa obaj muzycy występowali pod pseudonimami: Krajewski jako Robert Marczak, a Skrzypczyk jako Jerzy Geret.
W latach 1965–1966 występowali sezonowo m.in. w klubie „Non-Stop” w Sopocie, poza tym grali podczas bali karnawałowych. Po kilkunastu tygodniach pracy otrzymali propozycję nagrań dla redakcji muzycznej Polskiego Radia, które zrealizowali w lutym i czerwcu 1965; zarejestrowali wówczas piosenki: „Taka jak ty”, „No bo ty się boisz myszy” i „Licz do stu”. Odbyli także pierwszą trasę koncertową po Polsce; przez trzy miesiące często dawali po dwa koncerty dziennie, zazwyczaj w prymitywnych salach o fatalnym nagłośnieniu, mimo to zgromadzili wokół siebie grono wielbicieli. Również w 1965 otrzymali zaproszenie na przesłuchania do 3. Krajowego Festiwalu Piosenki Polskiej w Opolu, jednak nie wzięli w nich udziału z uwagi na brak odpowiednich środków finansowych. W następnym roku wystąpili poza konkursem w koncercie „Popołudnie z młodością” podczas 4. KFPP w Opolu. Również w 1966 wydali swój debiutancki album pt. To właśnie my, za którego sprzedaż w liczbie 160 tys. egzemplarzy odebrali certyfikat srebrnej płyty w Polsce. Na płycie umieścili m.in. piosenki „Historia jednej znajomości”, „Matura” i „Mówisz, że kochasz mnie jak nikt”. W grudniu tego samego roku uczestniczyli w pierwszej edycji konkursu „Gitariada” w Warszawie, a za swój występ zebrali pozytywne recenzje w prasie, radiu i telewizji.
Wraz ze wzrostem popularności Czerwonych Gitar między członkami zespołu zaczęło dochodzić do pierwszych konfliktów, które doprowadziły do rezygnacji Jerzego Kosseli z dalszej współpracy w grudniu 1966, a w kwietniu 1967 formalnie odszedł z formacji. Pozostali muzycy w maju 1967 nagrali album pt. Czerwone Gitary 2, który rozszedł się w nakładzie 250 tys. sztuk. W następnym miesiącu wystąpili na 5. KFPP w Opolu z utworami „Co za dziewczyna” i „Stracić kogoś”, za które Krajewski otrzymał Nagrodę Polskiej Federacji Jazzowej za debiut kompozytorski. W 1968 wydali album pt. Czerwone Gitary 3, za którego sprzedaż w ponad 300 tys. egzemplarzy otrzymali certyfikat złotej płyty w Polsce. Na longplayu, pierwszym w Polsce wydanym w formie albumu, umieścili m.in. piosenki „Takie ładne oczy”, „W myślach moich Consuelo”, „Jedno jest życie” „Kwiaty we włosach” i „My z XX wieku”. W tym samym roku za „Takie ładne oczy” otrzymali pierwszą nagrodę Przewodniczącego Komitetu ds. Radia i Telewizji na 6. KFPP w Opolu, a Krajewski otrzymał też wyróżnienie za piosenkę „Gondolierzy znad Wisły”. Wystąpili także z utworami „Anna Maria” i „Biały krzyż” na 8. Międzynarodowym Festiwalu Piosenki w Sopocie. Zimą 1968 odbyli trzymiesięczną trasę koncertową po ZSRR.
W styczniu 1969 otrzymali trofeum na Międzynarodowych Targach Płytowych (MIDEM) w Cannes, przyznawane za największą liczbę sprzedanych płyt w kraju, z którego pochodzi wykonawca; na targach wystąpili z piosenkami: „Anna Maria” w wersji anglojęzycznej i „Jak mi się podobasz”. Poza tym tygodnik muzyczny „Billboard” przyznał grupie nagrodę dla najpopularniejszego zespołu młodzieżowego w Polsce. W czerwcu za utwór „Biały krzyż” otrzymali Nagrodę Ministra Kultury i Sztuki na 7. KFPP w Opolu, na którym wystąpili również w konkursie „Premier” z piosenką „Trzymając się za ręce”. Piosenkę tę wykonali również na III Festiwalu Piosenki Żołnierskiej. Również w 1969 otrzymali Złoty Mikrofon (przyznawany przez Polsko-Amerykańską Agencję Artystyczną) za wybitne osiągnięcia muzyczne i Złotą Kotwicę Sopockiego Lata ’69, czyli pierwszą nagrodę na Festiwalu Zespołów Młodzieżowych w Sopocie. W tym samym roku wylansowali jeszcze kilka przebojów: „Tak bardzo się starałem”, „Czekam na twój przyjazd” i „Jesień idzie przez park”, a także zostali okrzyknięci najpopularniejszym młodzieżowym zespołem roku. W okresie od września 1968 do maja 1970 piosenki Czerwonych Gitar zostały wyemitowane 1,1 tys. razy na antenie Polskiego Radia, przy czym największą popularnością wówczas cieszyły się utwory: „Tak bardzo się starałem”, „Jesień idzie przez park” i „Powiedz, stary, gdzieś ty był”.

### Lata 70.
W styczniu 1970 wystąpili w widowisku rewiowym Nasze szaleństwo w Teatrze „Syrena” w Warszawie, w którym wykonali utwory: „Słońce za uśmiech”, „Najpiękniejsze polskie dziewczyny”, „Piosenka warszawskiej ulicy” i „Dwie na jednego”. W tym samym roku z Czerwonych Gitar odszedł Krzysztof Klenczon, któremu nie podobał się pomysł na zmianę brzmienia zespołu – Seweryn Krajewski chciał, by grupa zaczęła grać muzykę z pogranicza jazzu, soulu i muzyki poważnej. Pozostali muzycy, już przez dotychczasowego lidera i kierownika muzycznego, nagrali i wydali longplay pt. Na fujarce (1970), który jest uznawany przez niektórych krytyków muzycznych za najlepszy w historii zespołu, jednocześnie był dość chłodno przyjęty przez fanów. W 1971 ukazał się kolejny długogrający album Spokój serca – najbardziej zróżnicowany stylistycznie (kolejna Złota Płyta). Na IX KFPP w Opolu piosenka „Płoną góry, płoną lasy” spotkała się z gorącym przyjęciem publiczności. Czerwone Gitary wróciły na szczyty list przebojów. Grupa koncertowała z sukcesami m.in. w NRD i ZSRR. W 1974 zespół nagrał album Rytm Ziemi. W 1976 ukazała się płyta świąteczna, Dzień jeden w roku, a rok później Port piratów – ostatnia płyta z materiałem studyjnym w latach 70. Zespół występował na Festiwalu Piosenki Radzieckiej w Zielonej Górze. W 1979 zagrali koncerty w Chicago, a w trakcie pobytu spotkali się z Krzysztofem Klenczonem, który miał zapewnić ich o chęci powrotu do zespołu.

### Lata 80. i 90.
W latach 80. zespół zniknął z polskiej estrady na kilkanaście lat. W tym czasie grał w USA oraz w ZSRR i NRD. W 1991 zespół powrócił z koncertami związanymi z 25-leciem działalności; zagrał m.in. w hali „Spodek” w Katowicach, Operze Leśnej w Sopocie i Sali Kongresowej w Warszawie, a także w Poznaniu, Wrocławiu, Łodzi i Zielonej Górze. W 1997 z Czerwonych Gitar odszedł kolejny lider, Seweryn Krajewski. W 1998 zespół wydał nową płytę, pt ...jeszcze gra muzyka, pierwszą od 21 lat. 

### Lata 2000.
W 2005 zespół obchodził jubileusz 40-lecia. Z tej okazji wydał nową płytę Czerwone Gitary OK, a piosenka z tej płyty „Senny szept” zdobyła czwarte miejsce na Festiwalu Jedynki w Sopocie.

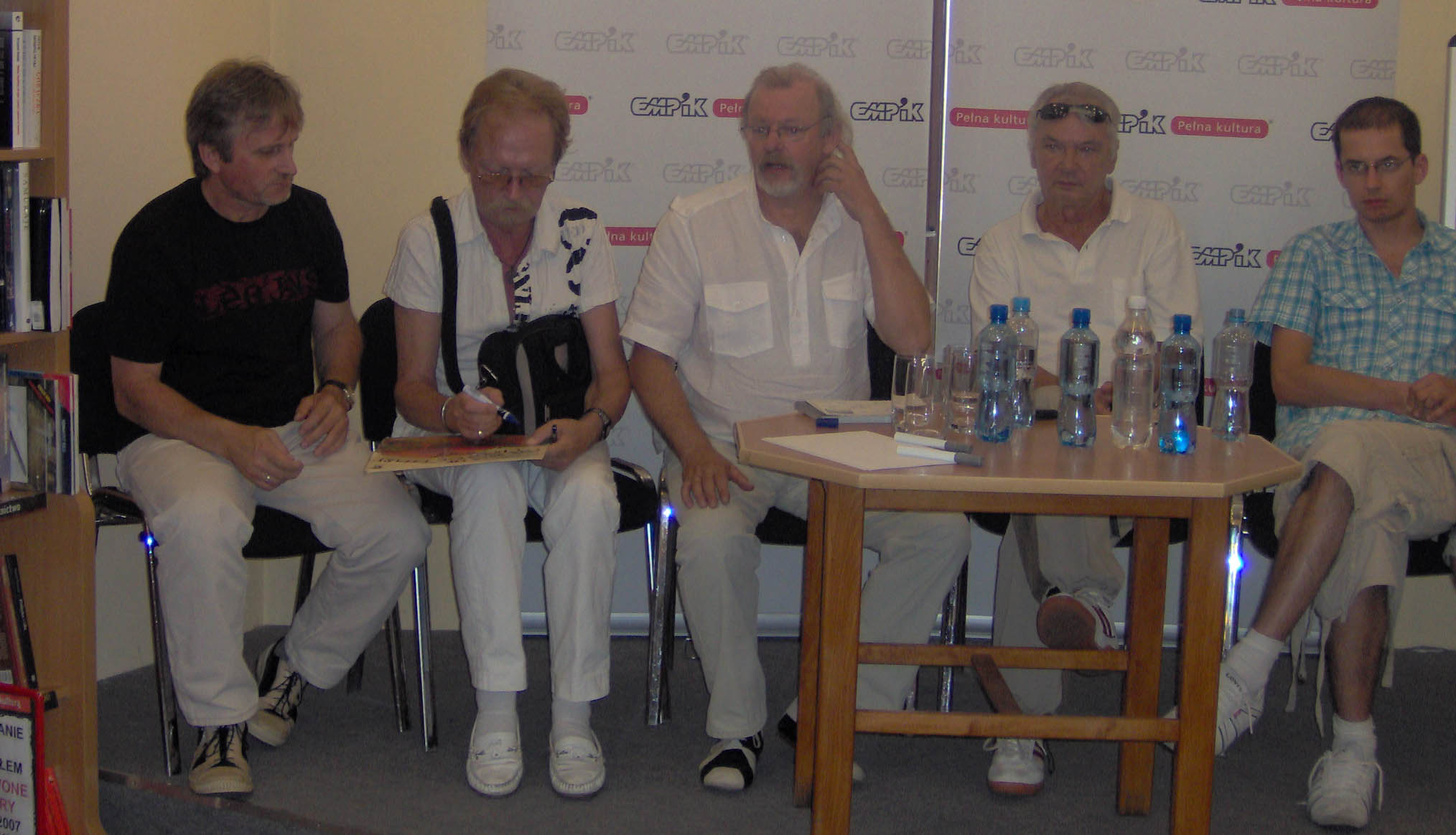
Czerwone Gitary w lipcu 2007

W 2006 Czerwone Gitary otrzymały Marmurowy Krążek – nagrodę za największą liczbę sprzedanych płyt w historii polskiej fonografii. Rok później zespół zaprezentował nowego singla „Wezmę cię ze sobą”. W 2008 Czerwone Gitary nagrywały płytę dla niemieckiej wytwórni Sony BMG Deutschland. Album zatytułowany Herz verschenkt został wydany w 2009. W kolejnym roku pojawił się kolejny singiel Czerwonych Gitar – „Lecz tylko na chwilę”. W tym samym roku zespół odebrał złotą płytą za album O.K.

### Czasy obecne
W 2013 w Warszawie oraz w 2014 w Zabrzu odbyły się pierwsze w historii koncerty Czerwone Gitary Symfonicznie. W grudniu 2014 w Polskim Radiu Rzeszów zespół zagrał koncert Czerwone Gitary Akustycznie – Elektrycznie „Śpiewaj razem z nami”.
Obchody 50-lecia istnienia zespołu przypadające na rok 2015 zespół zainaugurował kilkutygodniową trasą po Stanach Zjednoczonych i Kanadzie. 14 marca w Filharmonii Bałtyckiej w Gdańsku odbył się Złoty Koncert Jubileuszowy. Tego samego dnia odbyła się premiera nowej płyty zespołu zatytułowanej Jeszcze raz, na której znalazło się 15 nowych piosenek, w tym jeden archiwalny utwór Krzysztofa Klenczona. Album kolejno promowały single: „Trochę przed wieczorem”, „Coś przepadło”, „Czerwona gitara”, „Jeszcze raz, pierwszy raz”. 12 czerwca 2015 podczas pierwszego dnia 52. Krajowego Festiwalu Piosenki Polskiej w Opolu Czerwone Gitary odsłoniły swoją gwiazdę w Alei Gwiazd Polskiej Piosenki. Tego samego dnia zespół wystąpił na Festiwalu „Dozwolone od lat 18" na Stadionie Miejskim we Wrocławiu. 31 lipca w Operze Leśnej w Sopocie odbyła się jubileuszowa odsłona koncertu Czerwone Gitary Symfonicznie z towarzyszeniem Orkiestry Symfoników Gdańskich. Utwory zespołu wykonali także zaproszeni artyści m.in. Sarsa Markiewicz, Jacek Stachursky i Marcin Kindla. Tydzień później – 7 sierpnia 2015 – zespół wystąpił podczas 1. Rockblu Przywidz Festiwalu, a wcześniej wziął udział w ceremonii otwarcia Bulwaru Zespołu Czerwone Gitar oraz odsłonięcia Korzeni Rocka – pomnika upamiętniającego gwiazdy polskiego rocka. 14 sierpnia podczas festiwalu Disco pod Gwiazdami w amfiteatrze w Zielonej Górze, odbył się jubileuszowy występ Czerwonych Gitar z okazji 50-lecia działalności scenicznej. Impreza była transmitowana na antenie Telewizji Polsat:

## Muzycy zespołu

### Obecny skład
- Jerzy Skrzypczyk (na początku jako Jerzy Geret[13]) – perkusja, instrumenty klawiszowe[51], śpiew (od 1965)
- Mieczysław Wądołowski – gitara akustyczna, śpiew (od 1997)
- Arkadiusz Wiśniewski – gitara basowa, śpiew (od 2003)
- Marcin Niewęgłowski – gitara, śpiew (2014–2016, od 2022)

### Byli członkowie
- Jerzy Kossela – gitara, śpiew (1965–1967, 1991–1993, 1999–2015, 2016)
- Bernard Dornowski – śpiew, gitara, gitara basowa (1965–1999)
- Seweryn Krajewski (na początku jako Robert Marczak[13]) – śpiew, gitara, gitara basowa, instrumenty klawiszowe, skrzypce (1965–1997)
- Henryk Zomerski – instrumenty klawiszowe, gitara basowa, flet[52], śpiew (1965, 1999–2011)
- Krzysztof Klenczon – śpiew, gitara, akordeon[53] (1965–1970)
- Dominik Kuta (jako Dominik Konrad) – flet, gitara, śpiew (1970)
- Ryszard Kaczmarek – gitara basowa (1974–1976)
- Jan Pospieszalski – gitara basowa (1977–1979)
- Wojciech Hoffmann – gitara (1997–2000)
- Arkadiusz Malinowski – gitara basowa, śpiew (1999–2003)
- Marek Kisieliński – gitara, instrumenty klawiszowe, śpiew (2004–2013)
- Artur Chyb – gitara (2013–2014)
- Artur Żurek – perkusjonalia, perkusja (2016–2017)[54]
- Dariusz Olszewski – gitara solowa, śpiew (2000–2004, 2010 – 2022)
- Marek Jabłoński - gitara (2016-2024)

## Dyskografia
- 1966 – To właśnie my (złota płyta)[55]
- 1967 – Czerwone Gitary (2)
- 1968 – Czerwone Gitary (3)
- 1970 – Na fujarce
- 1971 – Spokój serca
- 1971 – Consuela (płyta nagrana i wydana w NRD)
- 1974 – Rytm Ziemi[56]
- 1976 – Dzień jeden w roku
- 1977 – Port piratów
- 1978 – Rote Gitarren (płyta nagrana i wydana w NRD)
- 1999 – ...jeszcze gra muzyka
- 2005 – O.K. (złota płyta)[35]
- 2009 – Herz verschenkt (płyta nagrana i wydana w Niemczech)
- 2015 – Jeszcze raz[57]
- 2015 – Symfonicznie